# Myles Turner (cestista)
Myles Christian Turner (Bedford, 24 marzo 1996) è un cestista statunitense, professionista nella NBA con i Milwaukee Bucks.

## Carriera

### NBA (2015-)

#### Indiana Pacers (2015-)
Dopo una sola stagione in NCAA con i Texas Longhorns (chiusa con 10 punti e oltre 6 rimbalzi di media) viene scelto all'undicesima chiamata del Draft 2015 dagli Indiana Pacers.
Durante la sua stagione da rookie, Turner si fece subito notare dall'allenatore dei Pacers Frank Vogel che lo inserì sin da subito nelle rotazioni, anche se un infortunio patito dal giocatore in novembre lo costrinse a stare fuori per qualche settimana. Il 23 gennaio 2016 segnò 31 punti in uscita dalla panchina nella gara persa in trasferta per 122-110 contro i Golden State Warriors. Il 2 febbraio 2016 Turner, nella gara persa in casa ai supplementari per 111-106 contro i Cleveland Cavaliers mise a referto una doppia-doppia con 14 punti e 10 rimbalzi, oltre che 4 stoppate, di cui una su LeBron James che fece impazzire i tifosi della squadra di Indianapolis oltre che i commentatori. La stagione di Turner fu molto positiva, anche nel primo turno di playoffs (a cui i Pacers si qualificarono da settimi), in cui la sua squadra uscì a testa alta al primo turno nella serie contro i Toronto Raptors per 4-3, e Turner fornì delle ottime prestazioni, partendo titolare in 4 occasioni su 7. Alla fine della stagione Turner venne inserito nell'All-Rookie Second Team.
Dopo una seconda stagione ottima per le medie ma con prestazioni altalenanti, si riscattò alla terza stagione dove contribuì (seppur giocando appena 65 partite) alla stagione sorprendente della squadra che arrivò quinta a sorpresa.
Nelle successive stagioni si è affermato come uno dei migliori rim-protector della lega, sviluppando anche un discreto tiro da fuori.
Il 7 novembre 2022, nella partita contro i New Orleans Pelicans, raggiunge le 1000 stoppate in carriera.

### Nazionale
È stato convocato per il campionato mondiale 2019.
Vita privata
Durante il tempo libero è un appassionato costruttore di LEGO.

## Statistiche
| * | Primo nella lega |

### NCAA
| Anno      | Squadra         | PG | PT | MP   | TC%  | 3P%  | TL%  | RP  | AP  | PRP | SP  | PP   |
| --------- | --------------- | -- | -- | ---- | ---- | ---- | ---- | --- | --- | --- | --- | ---- |
| 2014-2015 | Texas Longhorns | 34 | 7  | 22,2 | 45,5 | 27,4 | 83,9 | 6,5 | 0,6 | 0,3 | 2,6 | 10,2 |
| Carriera  | Carriera        | 34 | 7  | 22,2 | 45,5 | 27,4 | 83,9 | 6,5 | 0,6 | 0,3 | 2,6 | 10,2 |

#### Massimi in carriera
- Massimo di punti: 26 vs Lipscomb (16 dicembre 2014)[9]
- Massimo di rimbalzi: 12 vs Texas Tech (14 febbraio 2014)
- Massimo di assist: 2 (4 volte)
- Massimo di palle rubate: 2 vs Texas Christian (19 maggio 2015)
- Massimo di stoppate: 6 (4 volte)
- Massimo di minuti giocati: 33 vs Baylor (2 marzo 2015)

### NBA

#### Regular Season
| Anno      | Squadra        | PG  | PT  | MP   | TC%  | 3P%  | TL%  | RP  | AP  | PRP | SP   | PP   |
| --------- | -------------- | --- | --- | ---- | ---- | ---- | ---- | --- | --- | --- | ---- | ---- |
| 2015-2016 | Indiana Pacers | 60  | 30  | 22,8 | 49,8 | 21,4 | 72,7 | 5,5 | 0,7 | 0,4 | 1,4  | 10,3 |
| 2016-2017 | Indiana Pacers | 81  | 81  | 31,4 | 51,1 | 34,5 | 80,9 | 7,3 | 1,3 | 0,9 | 2,1  | 14,5 |
| 2017-2018 | Indiana Pacers | 65  | 62  | 28,2 | 47,9 | 35,7 | 77,7 | 6,4 | 1,3 | 0,6 | 1,8  | 12,7 |
| 2018-2019 | Indiana Pacers | 74  | 74  | 28,6 | 48,7 | 38,8 | 73,6 | 7,2 | 1,6 | 0,8 | 2,7* | 13,3 |
| 2019-2020 | Indiana Pacers | 62  | 62  | 29,5 | 45,7 | 34,4 | 75,1 | 6,6 | 1,2 | 0,7 | 2,1  | 12,1 |
| 2020-2021 | Indiana Pacers | 47  | 47  | 31,0 | 47,7 | 33,5 | 78,2 | 6,5 | 1,0 | 0,9 | 3,4* | 12,6 |
| 2021-2022 | Indiana Pacers | 42  | 42  | 29,4 | 50,9 | 33,3 | 75,2 | 7,1 | 1,0 | 0,7 | 2,8  | 12,9 |
| 2022-2023 | Indiana Pacers | 62  | 62  | 29,4 | 54,8 | 37,3 | 78,3 | 7,5 | 1,4 | 0,6 | 2,3  | 18,0 |
| 2023-2024 | Indiana Pacers | 77  | 77  | 27,0 | 52,4 | 35,8 | 77,3 | 6,9 | 1,3 | 0,5 | 1,9  | 17,1 |
| 2024-2025 | Indiana Pacers | 72  | 72  | 30,2 | 48,1 | 39,6 | 77,3 | 6,5 | 1,5 | 0,8 | 2,0  | 15,6 |
| Carriera  | Carriera       | 642 | 609 | 28,7 | 49,9 | 36,2 | 77,1 | 6,8 | 1,3 | 0,7 | 2,2  | 14,1 |

#### Play-off
| Anno     | Squadra        | PG | PT | MP   | TC%  | 3P%  | TL%  | RP   | AP  | PRP | SP   | PP   |
| -------- | -------------- | -- | -- | ---- | ---- | ---- | ---- | ---- | --- | --- | ---- | ---- |
| 2016     | Indiana Pacers | 7  | 4  | 28,1 | 46,5 | 0,0  | 66,7 | 6,4  | 0,4 | 0,3 | 3,3* | 10,3 |
| 2017     | Indiana Pacers | 4  | 4  | 33,3 | 43,2 | 0,0  | 62,5 | 6,8  | 0,8 | 1,8 | 1,3  | 10,8 |
| 2018     | Indiana Pacers | 7  | 7  | 28,0 | 61,1 | 46,2 | 78,9 | 5,1  | 0,6 | 0,3 | 0,6  | 12,4 |
| 2019     | Indiana Pacers | 4  | 4  | 31,5 | 40,0 | 21,4 | 61,5 | 6,3  | 1,5 | 0,0 | 1,8  | 9,8  |
| 2020     | Indiana Pacers | 4  | 4  | 36,5 | 56,8 | 42,9 | 43,8 | 10,8 | 0,8 | 0,5 | 4,0* | 15,8 |
| 2024     | Indiana Pacers | 17 | 17 | 32,4 | 51,7 | 45,3 | 76,0 | 6,6  | 2,1 | 0,5 | 1,5  | 17,0 |
| 2025     | Indiana Pacers | 23 | 23 | 29,3 | 48,4 | 34,4 | 77,1 | 4,8  | 1,4 | 0,5 | 2,0  | 13,8 |
| Carriera | Carriera       | 66 | 63 | 30,7 | 50,0 | 37,8 | 72,5 | 6,0  | 1,3 | 0,5 | 1,9  | 13,8 |

#### Massimi in carriera
- Massimo di punti: 40 (2 volte)[10]
- Massimo di rimbalzi: 17 (2 volte)
- Massimo di assist: 6 (2 volte)
- Massimo di palle rubate: 6 vs Utah Jazz (20 gennaio 2020)
- Massimo di stoppate: 8 (3 volte)
- Massimo di minuti giocati: 47 vs Cleveland Cavaliers (2 aprile 2017)

## Palmarès
- Miglior stoppatore NBA: 2018-19, 2020-21
- McDonald's All-American Game (2014)
- NBA All-Rookie Second Team (2016)
- Quarantacinquesimo miglior stoppatore di sempre NBA